# ヴァージン・エキスプレス

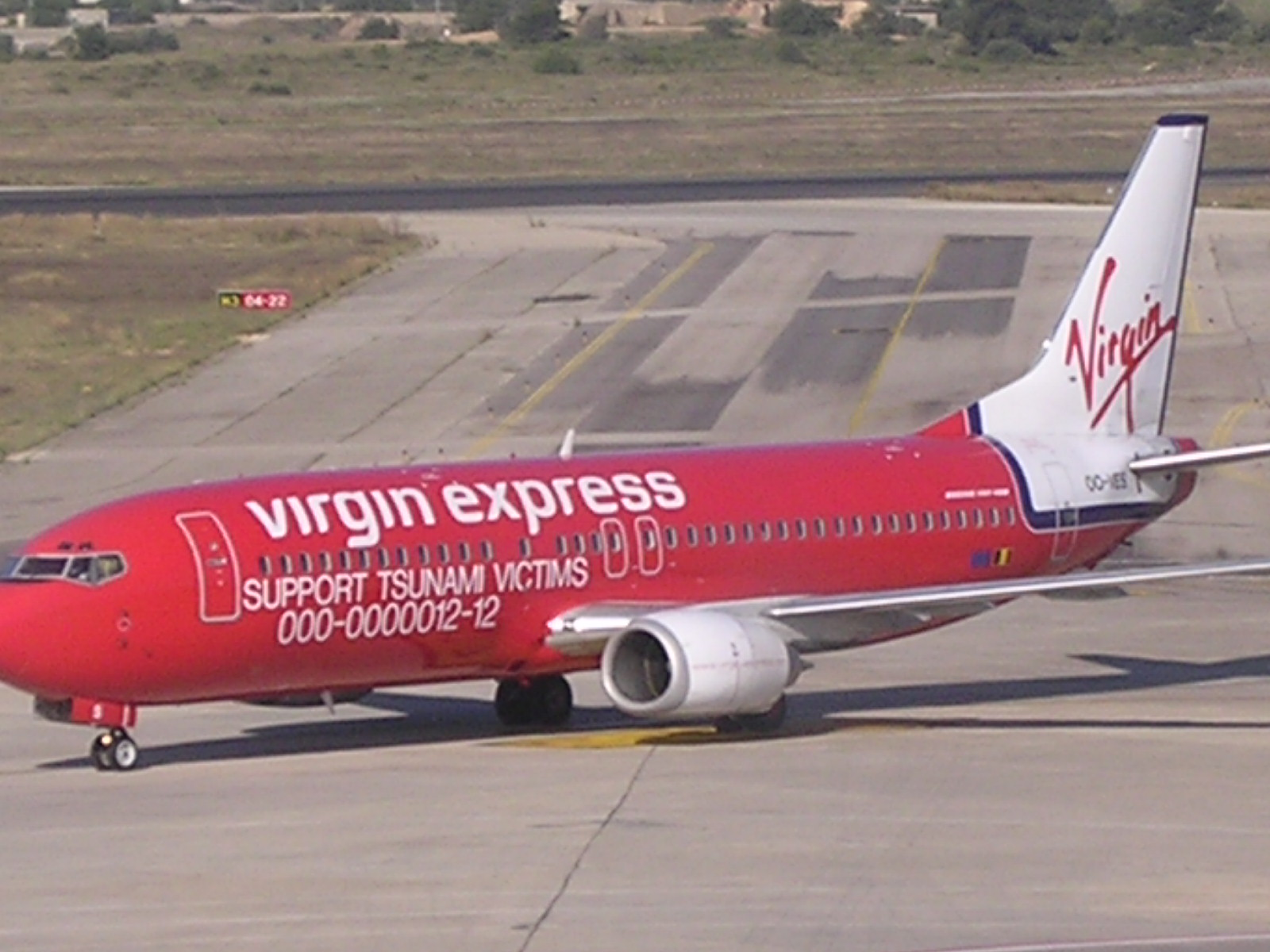
ヴァージン・エキスプレスのB737型機

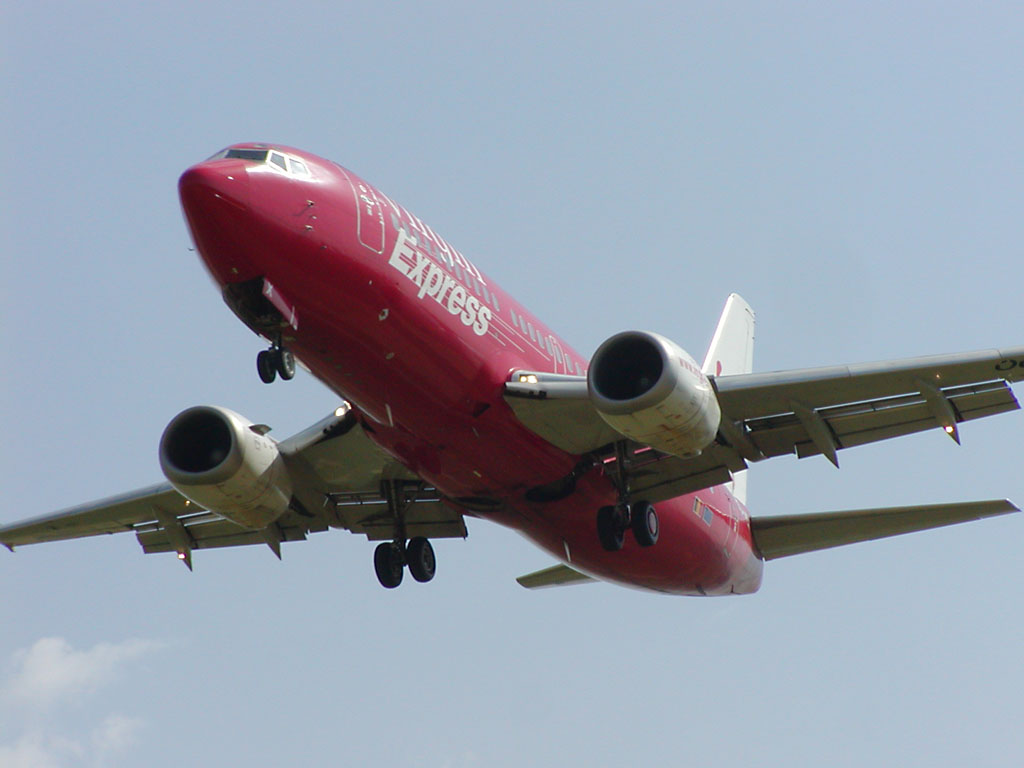
ヴァージン・エキスプレスのB737型機

ヴァージン・エキスプレス（英語：Virgin Express）は、イギリス人実業家リチャード・ブランソンのヴァージン・グループによって設立され、かつて存在したヨーロッパの格安航空会社である。

## 概要
拠点空港はブリュッセル国際空港。SNブリュッセル航空（サベナ・ベルギー航空の後裔）との合併によって、2007年3月25日よりブリュッセル航空に生まれ変わった。

## 保有機材
ヴァージン・エキスプレスの機材は以下の航空機で構成されていた (2005年8月)
- ボーイング 737-300型機 5機
- ボーイング 737-400型機 5機